# ویکتور فرنچ

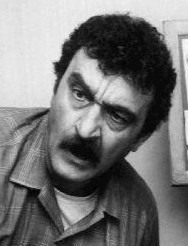

ویکتور فرنچ (انگلیسی: Victor French؛ ۴ دسامبر ۱۹۳۴ – ۱۵ ژوئن ۱۹۸۹) یک بازیگر سینما، و بازیگر اهل ایالات متحده آمریکا بود. وی بین سال‌های ۱۹۵۴ تا ۱۹۸۹ میلادی فعالیت می‌کرد. از فیلم‌ها یا برنامه‌های تلویزیونی که وی در آن نقش داشته‌است می‌توان به خانهٔ کوچک اشاره کرد.

## گزیده فیلمشناسی
از فیلم‌ها یا برنامه‌های تلویزیونی که وی در آن نقش داشته‌است می‌توان به آثار زیر اشاره کرد.
- هفت دلاور (۱۹۶۰)
- سریع و مرده (فیلم ۱۹۶۳) (۱۹۶۳)
- کوهستان اسپنسر (۱۹۶۳)
- مرگ یک تفنگچی (۱۹۶۹)
- ریو لوبو (۱۹۷۰)
- آواره‌های وحشی (۱۹۷۱)
- سرزمین چاتو (۱۹۷۲)
- یک افسر و یک جنتل‌من (۱۹۸۲)
- ویرجینیایی (۱۹۶۲)
- بونانزا (۱۹۶۲)
- ویرجینیایی (۱۹۶۴)
- غرب وحشی وحشی (مجموعه تلویزیونی) (۱۹۶۵)
- دکتر کیلدر (۱۹۶۵)
- بن کیسی (۱۹۶۵)
- مریخی محبوب من (۱۹۶۵)
- بتمن (مجموعه تلویزیونی) (۱۹۶۶)
- قهرمان (مجموعه تلویزیونی ۱۹۶۶) (۱۹۶۶)
- دود اسلحه (۱۹۶۶–۱۹۷۵)
- تارزان (مجموعه تلویزیونی ۱۹۶۶) (۱۹۶۷)
- سیمارون (۱۹۶۷)
- بونانزا (۱۹۶۸)
- مأموریت: غیرممکن (۱۹۶۸)
- لنسر (مجموعه تلویزیونی) (۱۹۶۹)
- بونانزا (۱۹۶۹)
- بونانزا (۱۹۷۱)
- مأموریت: غیرممکن (۱۹۷۱)
- خیابان‌های سان‌فرانسیسکو (۱۹۷۳)
- خانواده والتون (مجموعه تلویزیونی) (۱۹۷۴)
- خانه کوچک (مجموعه تلویزیونی) (۱۹۷۴–۱۹۸۳)

## کارگردانی
- خانه کوچک (مجموعه تلویزیونی) (۱۹۷۴–۱۹۸۳)
- دود اسلحه (۱۹۷۴–۱۹۷۵)
- دالاس (مجموعه تلویزیونی ۱۹۷۸) (۱۹۸۲)
- خانه کوچک (مجموعه تلویزیونی) (۱۹۸۴)
- راک-ای-دودل (۱۹۹۱)